# Drijvende windturbine

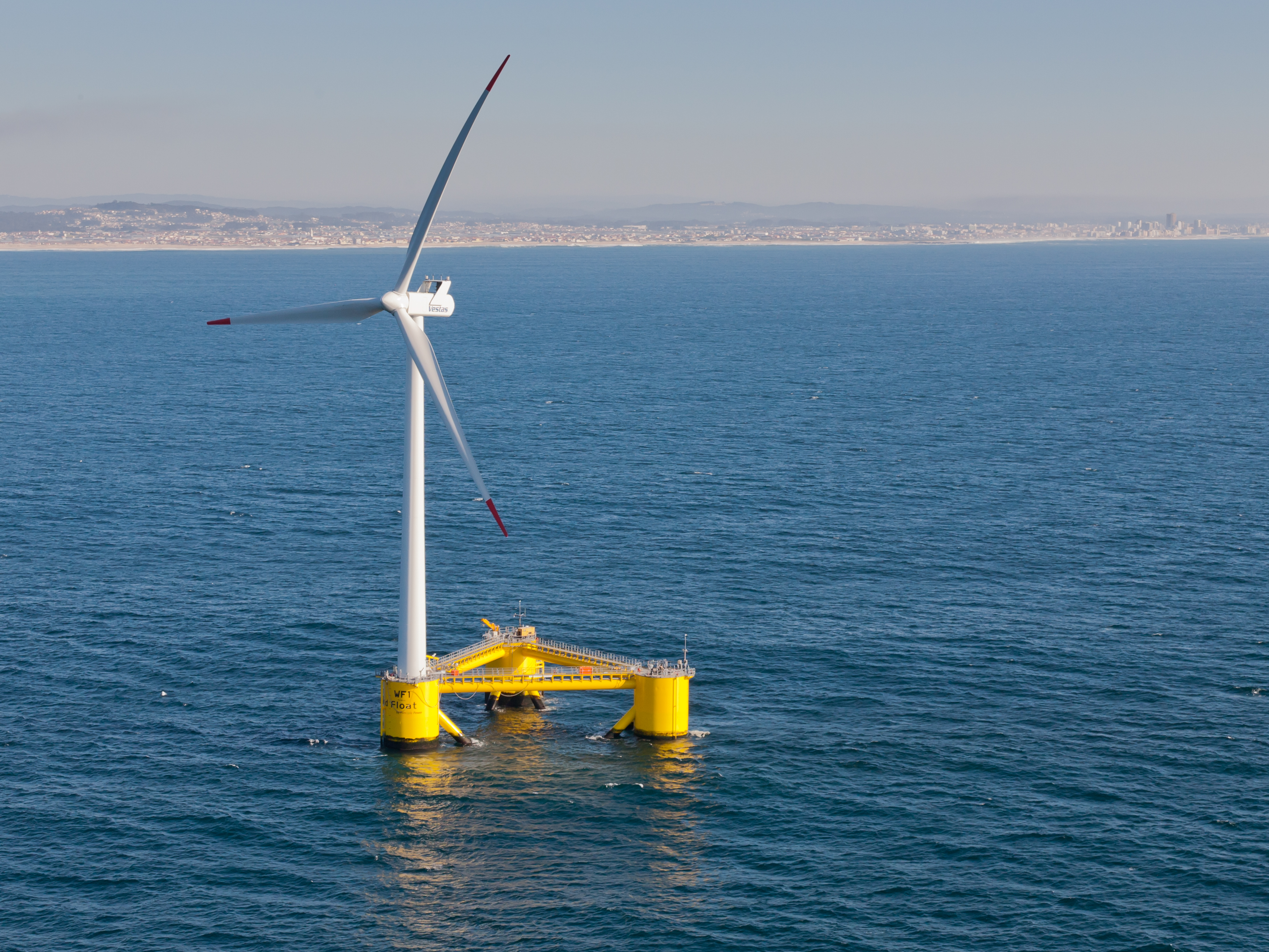
Een 2 MW drijvende windturbine van WindFloat voor de kust van Aguçadoura, Portugal

Een  drijvende windturbine is een windturbine die gemonteerd is op een drijvende constructie. Dit maakt het mogelijk de turbine te plaatsen waar het water te diep is voor funderingen maar waar de wind harder waait en constanter aanwezig is. Drijvende windturbines maken gebruik van de ervaring van de olie-en gasindustrie met drijvende olie-platforms.

## Prototypes
- Het Nederlandse bedrijf Blue H Technologies plaatste in 2008 de eerste drijvende windturbine,[1] een prototype met een 80-kilowatt turbine in 113 meter diep water voor de kust van Puglia, Italië.

- Het Noorse bedrijf StatoilHydro heeft een prototype (HYWIND) geïnstalleerd tien kilometer uit de zuidwestkust van Noorwegen.